# Daniel Håkans
Daniel Håkans (Vaasa, 2000. október 26. –) finn válogatott labdarúgó, a norvég Vålerenga csatárja.

## Pályafutása

### Klubcsapatokban
Håkans a finnországi Vaasa városában született. Az ifjúsági pályafutását a helyi VIFK akadémiájánál kezdte.
2018-ban mutatkozott be a VIFK felnőtt keretében. 2019-ben az első osztályban szereplő SJK szerződtette. A 2022-es szezon második felében a norvég első osztályban érdekelt Jerv csapatát erősítette kölcsönben. A lehetőséggel élve, 2023 januárjában a norvég klubhoz igazolt, de még a 2023-as idény kezdete előtt a szintén norvég Vålerengához igazolt. Először 2023. április 10-én, az Aalesund ellen idegenben 1–0-ás győzelemmel zárult bajnokin lépett pályára és egyben megszerezte első gólját is a klub színeiben.

### A válogatottban
Håkans az U15-ös és az U21-es korosztályú válogatottakban is képviselte Finnországot.
2021-ben debütált az U21-es válogatottban. Először a 2021. szeptember 3-ai, Észtország ellen 3–0-ra megnyert mérkőzés 80. percében, Oliver Antmant váltva lépett pályára. Első válogatott gólját 2022. június 3-án, Ausztria ellen 3–2-es győzelemmel zárult U21-es EB-selejtezőn szerezte meg.
2023-ban mutatkozott be a felnőtt válogatottban. Először a 2023. június 16-ai, Szlovénia ellen 2–0-ra megnyert mérkőzés 65. percében, Teemu Pukki cseréjeként lépett pályára. A következő EB-selejtezőn, a San Marino ellen 6–0-ás győzelemmel zárult nemzetközi találkozón mesterhármast szerzett.

## Statisztikák
2023. augusztus 5. szerint
| Klub              | Szezon   | Osztály     | Bajnokság | Bajnokság | Kupa  | Kupa | Nemzetközi | Nemzetközi | Összesen | Összesen |
| Klub              | Szezon   | Osztály     | Meccs     | Gól       | Meccs | Gól  | Meccs      | Gól        | Meccs    | Gól      |
| ----------------- | -------- | ----------- | --------- | --------- | ----- | ---- | ---------- | ---------- | -------- | -------- |
| Jerv (kölcsönben) | 2022     | Eliteserien | 7         | 1         | 1     | 0    | —          | —          | 8        | 1        |
| Vålerenga         | 2023     | Eliteserien | 11        | 4         | 1     | 0    | —          | —          | 12       | 4        |
| Összesen          | Összesen | Összesen    | 18        | 5         | 2     | 0    | 0          | 0          | 20       | 5        |

### A válogatottban
| Válogatott | Év       | Pályára lépés | Gól |
| ---------- | -------- | ------------- | --- |
| Finnország | 2023     | 2             | 3   |
| Összesen   | Összesen | 2             | 3   |

#### Góljai a válogatottban
| # | Időpont          | Helyszín                               | Ellenfél   | Gólok | Eredmény | Kiírás               |
| - | ---------------- | -------------------------------------- | ---------- | ----- | -------- | -------------------- |
| 1 | 2023. június 19. | Olimpiai Stadion, Helsinki, Finnország | San Marino | 3–0   | 6–0      | 2024-es EB-selejtező |
| 2 | 2023. június 19. | Olimpiai Stadion, Helsinki, Finnország | San Marino | 4–0   | 6–0      | 2024-es EB-selejtező |
| 3 | 2023. június 19. | Olimpiai Stadion, Helsinki, Finnország | San Marino | 5–0   | 6–0      | 2024-es EB-selejtező |